# Brasparts
Brasparts (tiếng Breton: Brasparzh) là một xã của tỉnh Finistère, thuộc vùng Bretagne, miền tây bắc Pháp.

## Dân số
Người dân ở Brasparts được gọi là Braspartiates.